# Orchardleigh
Orchardleigh var en civil parish fram till 1933 då den blev en del av Lullington, i grevskapet Somerset, i England. Civil parish var belägen 18 km från Shepton Mallet och hade 39 invånare år 1931. Byn nämndes i Domedagsboken (Domesday Book) år 1086, och kallades då Horcelei/Hordcerleia/Orcerleia.